# Bernardsville
Bernardsville és una població dels Estats Units a l'estat de Nova Jersey. Segons el cens del 2006 tenia 7.688 habitants.

## Demografia
Segons el cens del 2000, Bernardsville tenia 7.345 habitants, 2.723 habitatges, i 2.050 famílies. La densitat de població era de 219,3 habitants/km².
Dels 2.723 habitatges en un 35,9% hi vivien nens de menys de 18 anys, en un 67,2% hi vivien parelles casades, en un 6% dones solteres, i en un 24,7% no eren unitats familiars. En el 21% dels habitatges hi vivien persones soles el 8,4% de les quals corresponia a persones de 65 anys o més que vivien soles. El nombre mitjà de persones vivint en cada habitatge era de 2,69 i el nombre mitjà de persones que vivien en cada família era de 3,12.
Per edats la població es repartia de la següent manera: un 26,1% tenia menys de 18 anys, un 4,5% entre 18 i 24, un 28,7% entre 25 i 44, un 28% de 45 a 60 i un 12,7% 65 anys o més.
L'edat mediana era de 40 anys. Per cada 100 dones de 18 o més anys hi havia 92,3 homes.
La renda mediana per habitatge era de 104.162 $ i la renda mediana per família de 126.601 $. Els homes tenien una renda mediana de 91.842 $ mentre que les dones 50.732 $. La renda per capita de la població era de 69.854 $. Aproximadament l'1,6% de les famílies i el 2,8% de la població estaven per davall del llindar de pobresa.

## Poblacions més properes
El següent diagrama mostra les poblacions més properes.